# Limassolla zelta
Limassolla zelta är en insektsart som beskrevs av Irena Dworakowska 1977. Limassolla zelta ingår i släktet Limassolla och familjen dvärgstritar.
Artens utbredningsområde är Vietnam. Inga underarter finns listade i Catalogue of Life.